# Sternwarte Halle
Koordinaten: 51° 29′ 20″ N, 11° 57′ 33″ O

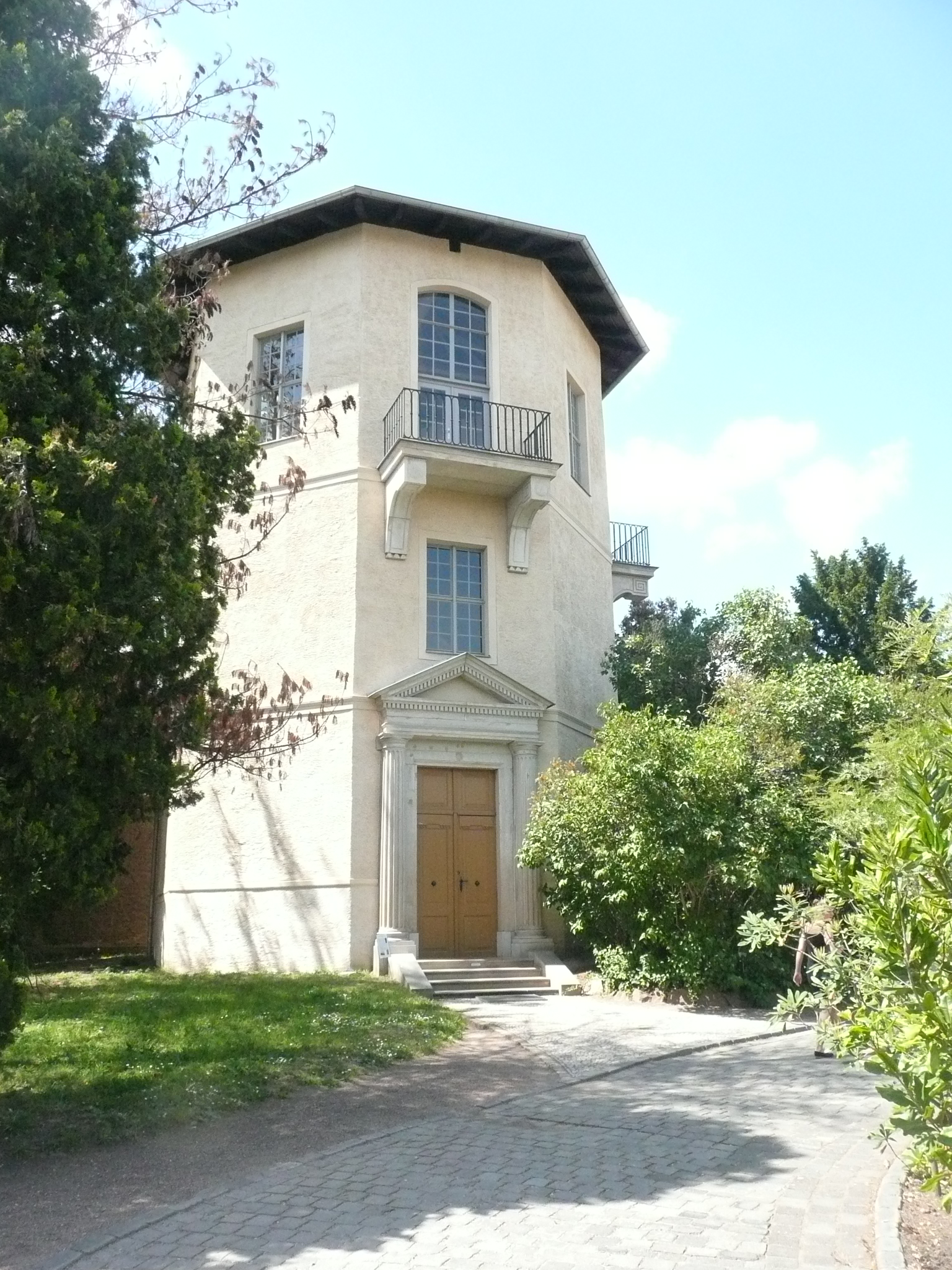
Sternwarte Halle

Die Sternwarte Halle wurde 1788 errichtet und hat die Form eines achteckigen Turms (Oktogon). Sie befindet sich auf dem Gelände des Botanischen Gartens der Stadt Halle (Saale). Die Sternwarte gilt heute als das älteste von der Universität Halle errichtete Bauwerk und neben dem Universitäts-Hauptgebäude (Löwengebäude) als wichtigstes Zeugnis klassizistischer Architektur in Halle. 1923 wurde das Observatorium  aufgelöst, heute befinden sich in dem Gebäude Sozial- und Arbeitsräume.

## Geschichte
Erst im späten 18. Jahrhundert war die Universität in der Lage, eigene Gebäude für wissenschaftliche Untersuchungen zu errichten. Der Kanzler der halleschen Universität Carl Christoph von Hoffmann bestimmte den seit 1698 zur Universität gehörenden Botanischen Garten als Standort für die Sternwarte, da Geld für geeignete Grundstückskäufe nicht zur Verfügung stand. Er wollte ihn nicht bloß als botanischen, sondern auch als „ökonomischen“ Garten betrachtet wissen. Das führte allerdings zu Spannungen zwischen den Instituten, da sie weder eine Raum- noch eine Rechtsbegrenzung zueinander hatten.
Durch Vermittlung des Freiherren Karl Abraham von Zedlitz gewann man Carl Gotthard Langhans, den Schöpfer des Brandenburger Tores in Berlin, als Architekten. Zedlitz war preußischer Minister für akademische Angelegenheiten und Studienfreund von Hoffmann an der halleschen Universität.

## Beschreibung
Die Sternwarte steht im westlichen Teil des Botanischen Gartens. Der achteckige Turm ist drei Geschosse hoch und besitzt auf der obersten Etage vier Balkone die streng nach den Himmelsrichtungen ausgerichtet sind. Vorbild war der späthellenistische Turm der Winde in Athen, der als erstes antikes griechisches Bauwerk 1762 von James Stuart und Nicholas Revett  in dem ersten Band der Antiquities of Athens in Europa rezipiert wurde. 
Im Erdgeschoss befindet sich das Vestibül für den angebauten Meridiansaal. Im ersten Obergeschoss war eine größere Bibliothek untergebracht, die 1923 in die Universitäts- und Landesbibliothek Halle überführt wurde. Dort wird sie noch heute als Sondersammlung geführt. Im obersten Geschoss befand sich der Refraktorsaal. 1826 erfolgte ein Innenumbau, die äußere von Langhans entworfene dorische Portalarchitektur ist erhalten geblieben. Die Sternwarte wurde rekonstruiert und steht heute unter Denkmalschutz.

## Anmerkung
Neben der Sternwarte im Botanischen Garten besitzt die Stadt Halle noch weitere Observatorien und Planetarien. Auf der Peißnitzinsel bestand von 1978 bis 2018 das Raumflug-Planetarium „Sigmund Jähn“ mit Observatorium, dessen Nachfolgebau in einem Gasometer am Holzplatz 2. Quartal 2022 eröffnet werden soll. Noch älter ist die Astronomische Station Johannes Kepler in Halle-Kanena.